# Lacurbs spinosa
Lacurbs spinosa – gatunek kosarza z podrzędu Laniatores i rodziny Biantidae.

## Występowanie
Gatunek wykazany został z Kamerunu.